# Jacob Böhme
Jacob Böhme (Alt Seidenberg, 24 aprile 1575 – Görlitz, 17 novembre 1624) è stato un filosofo, teologo, mistico e alchimista luterano tedesco.
Fu uno dei principali esponenti del misticismo cristiano moderno, di cui diede origine alla corrente teosofica, ed era detto dai suoi contemporanei «Philosophus teutonicus».

## Biografia
Jacob Böhme nacque nell'aprile del 1575 nella tedesca Seidenberg, ora parte di Sulików. Figlio di contadini, frequentò per poco tempo la scuola del villaggio dove era nato, poi fu mandato nella vicina Görlitz ad imparare il mestiere di calzolaio, che esercitò come maestro in una bottega presso le mura alla porta del Neiße fin verso il 1613.
Nei sette anni successivi unì la predicazione ad attività commerciali, e solo negli ultimi quattro anni della sua vita si sarebbe dedicato esclusivamente alla ricerca mistico-religiosa.

Nel 1599 sposò la figlia di un macellaio, Catharina Kunschmanns, dalla quale ebbe quattro figli. Per il resto egli condusse, per quanto gli fu possibile, la vita modesta di un uomo mite e paziente.

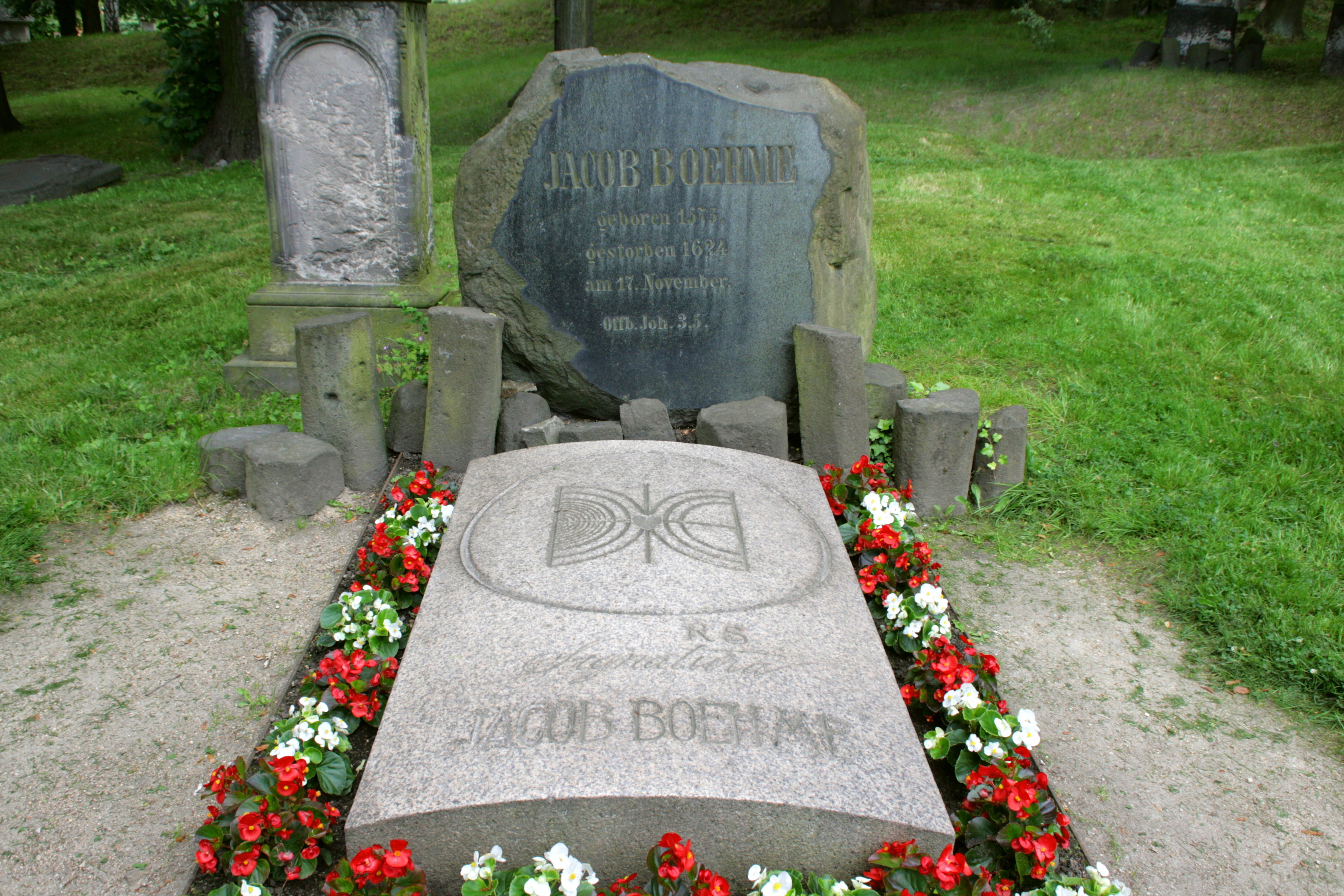
Tomba di Böhme a Görlitz

La diffusione della sua prima opera, manoscritta e pubblicata a sua insaputa da parte di un suo estimatore, gli attirò la diffidenza del pastore di Görlitz, Gregorius Richter, che lo accusò di eresia e rimase suo oppositore per tutta la vita. Quando, nel 1624, Böhme fu chiamato a Dresda per giustificare le proprie opere dinanzi a un consesso di religiosi, i suoi scritti vennero colpiti da interdetto. Richter morì appena qualche mese prima di Böhme, consentendo a quest'ultimo di morire, a sua volta, riabilitato, grazie alla confessione evangelica raccolta dal nuovo pastore.
La sua esperienza mistica, il fatto stesso che egli ne parlasse e si sforzasse di descriverla, aveva rappresentato per il suo paese un forte motivo di scandalo, esponendolo agli attacchi della comunità religiosa locale, che dopo la sua morte giunse ad oltraggiarne la tomba. D'altro canto ebbe anche parecchi sostenitori a livello personale, che lo veneravano al punto da farne quasi oggetto di culto. 

## La mistica e il pensiero
Böhme aveva ricevuto una rigida educazione luterana, come era normale nel suo paese e nella sua classe sociale. Per via della sua scarsa istruzione, disse di sé: «Ho letto un solo libro, il mio libro, dentro di me». Il bisogno di comunicare le proprie esperienze mistiche, tuttavia, lo spinse verso i libri e la scrittura. Egli stesso riferì di aver vissuto tali esperienze in tre occasioni diverse (1600, 1610, 1617), e di come queste lo coinvolgessero per diversi giorni anche fisicamente.
Böhme era convinto che l'uomo avesse la capacità di comprendere il mistero di Dio, da lui concepito come la realtà informe e originaria da cui prende vita la creazione. Per tale motivo, il suo misticismo difficilmente poteva conciliarsi con il cristianesimo protestante, in quanto metteva in discussione il nodo teologico della Riforma, che indica nella Bibbia l'unica fonte del contatto tra l'uomo e Dio, sottolineando l'inattingibilità di quest'ultimo per vie diverse. Proprio per questa ragione il luteranesimo, essendo in quei decenni tutto proteso a fondare la propria teologia in antagonismo con quella di Roma, non ammetteva possibilità di santificazione del singolo uomo che nell'aldilà, e dunque giudicava negativamente la venerazione di cui Böhme era fatto oggetto.

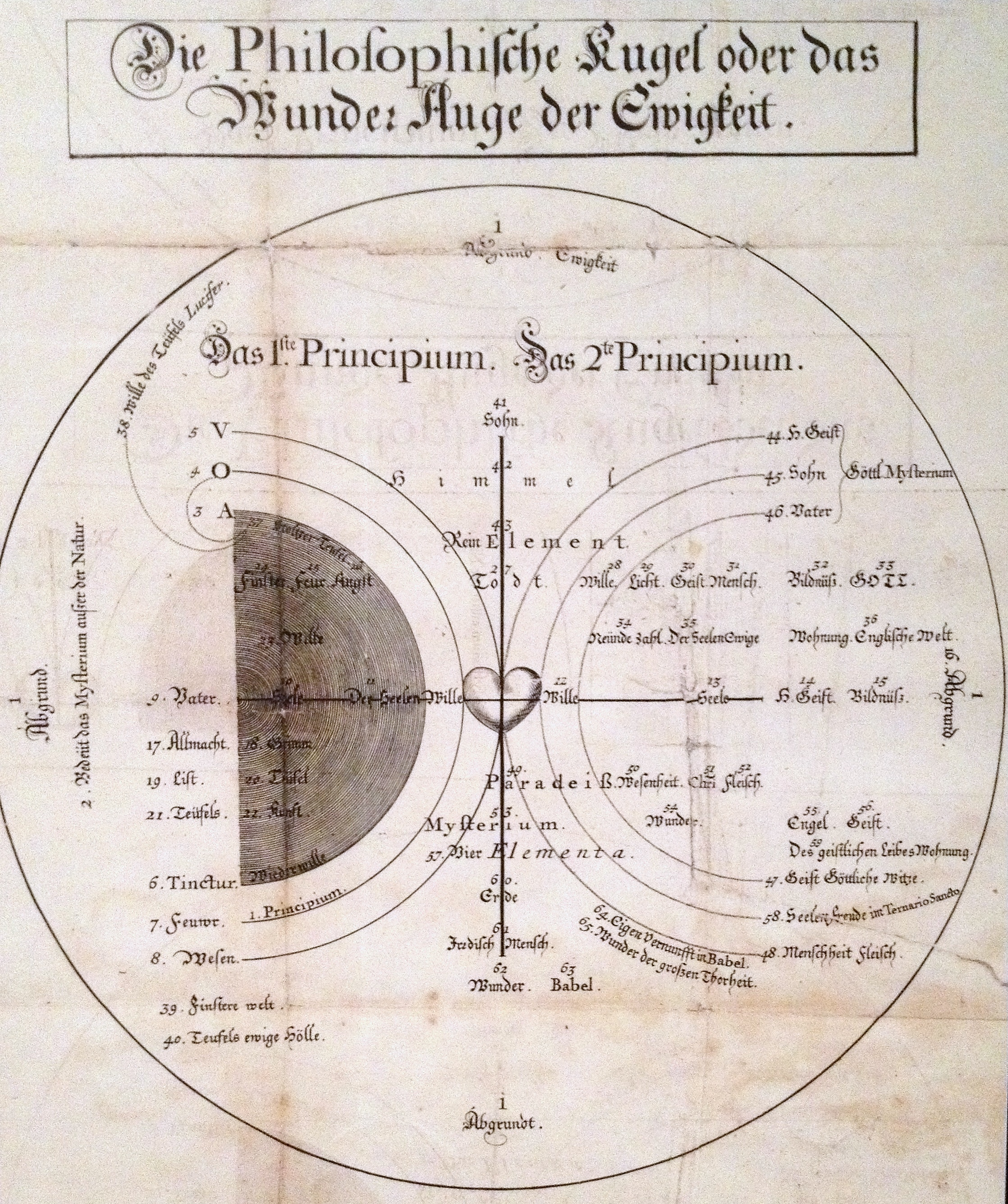
Sfere o «fasi» bipolari della cosmogonia di Böhme, da lui disegnate in Quaranta questioni sull'anima (1620)

Per certi aspetti egli apparve più vicino alle posizioni del cattolicesimo, che riconosce la possibilità di una teologia naturale e di un contatto diretto, immediato e personale con la divinità, sebbene Böhme se ne discostasse per l'esaltazione del primato della fede. È comunque attestata la sua profonda venerazione per la Vergine Maria.
Secondo Böhme, in Dio è presente una polarità di forze contrapposte: per un verso Egli è il Nulla, un abisso insondabile e indeterminato, dal quale però scaturisce un incontenibile desiderio di vita, attraverso il quale prendono forma le diverse realtà in cui si esplica la Creazione. Dio racchiude in sé sia il Bene che il Male, lo spirito e la materia, la luce e le tenebre. Rifacendosi alla tradizione neoplatonica che vedeva in Dio l'unità dei contrari, come potenza che si attua dinamicamente nel mondo, Böhme tuttavia va oltre la concezione agostiniana del male inteso come semplice non-essere, riconoscendo anche la positività del negativo.
(Jacob Böhme, Questioni teosofiche, III, 2)
Böhme nella sua opera insiste particolarmente su una visione trinitaria di Dio (Dio-Cristo-Uomo), che deriva dal reciproco scontrarsi della sua Volontà e Contro-Volontà, e in cui convergono tra l'altro motivi cabbalistici e numerologici connessi ad influssi ermetici.

## Gli scritti
Le letture di Böhme furono quelle di un autodidatta, particolarmente orientate alla conoscenza dei mistici tedeschi (Meister Eckhart fra tutti), e della filosofia naturale del XVI secolo, fortemente intrisa di magia ed alchimia, e veicolata attraverso Paracelso.

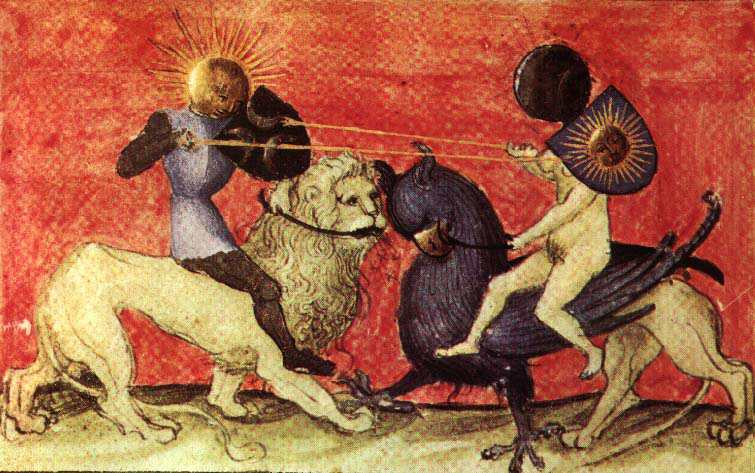
Lo scontro-attrazione tra i due princìpi opposti, raffigurato nei manoscritti alchemici dellAurora Consurgens

La sua prima opera scritta fu Morgenröte im Aufgang (nota anche come Aurora consurgens, o l'Aurora nascente), che cominciò a circolare nel 1618. In essa, utilizzando le immagini e le metafore dell'alchimia, Böhme descriveva lo sviluppo del Sé dalla condizione iniziale di oscurità e immersione nella materia, attraverso un lungo e doloroso processo di annientamento, trasformazione e resurrezione, fino alla conclusiva luce del risveglio.
Negli anni successivi apparvero:
- 1619: Dei tre Principii dell'Essere divino.
- 1620: Della triplice vita dell'uomo. Quaranta questioni sull'anima o Psicologia vera. Dell'incarnazione di Gesù Cristo. Sei punti teosofici. Del mistero celeste e terrestre. Degli ultimi tempi.
- 1621: Delle quattro Complessioni. Libri apologetici contro Balthazar Tilken. Memoria per Escias Stiefel.
- 1622: De Signatura Rerum. Della vera penitenza. Del vero abbandono. Della rigenerazione. Della penitenza.
- 1623: Dell'elezione della Grazia. Mysterium Magnum della Genesi.
- 1624: Tavola dei Principii. Della vita iperfisica. Della contemplazione divina. Dei due testamenti del Cristo. Dialogo di un'anima illuminata con una non illuminata. Apologia contro Gregorius Richter. Di 177 questioni teosofiche. Estratti dal Mysteriunm Magnum. Piccolo manuale di preghiere. Tavola dei tre Mondi. Dell'errore di Ezechiele Meth. Dell'ultimo giudizio. Lettere a diverse persone.

## La fortuna di Böhme
Benché Böhme sia poco citato nei manuali di filosofia, nei suoi scritti sono presenti molti elementi che verranno successivamente sviluppati, tra gli altri, dai Rosacroce, nonché dal pensiero metafisico tedesco: già con Spinoza nella generazione immediatamente seguente, e poi nell'Ottocento, tra gli esponenti dell'idealismo tedesco, con Hegel, che lo considerava «il primo filosofo tedesco», e soprattutto Schelling, da lui influenzato in particolare nella sua seconda filosofia; quindi Arthur Schopenhauer (1788-1860), trascendentalisti come Emerson e Thoreau, Friedrich Nietzsche (1844-1900) fino a Martin Heidegger (1889-1976) contengono echi delle sue riflessioni.
Il suo pensiero influì in maniera rilevante sull'evoluzione del filone teosofico e mistico del pensiero romantico che attraversò il nord Europa fino al XX secolo. Si vedano:
- per l'area tedesca, oltre ai citati, l'astronomo Johann Jacob Zimmermann (1644–1693), Johann Georg Gichtel (1638–1710), Franz von Baader (1765–1841) che fu determinante per aver fatto da tramite a Schelling, Rudolf Steiner (1861–1925) fondatore dell'antroposofia, Carl Gustav Jung (1875–1961) che ravvisò in Aurora consurgens uno straordinario deposito di immagini archetipiche ed una descrizione per immagini del processo di individuazione,[8] Albert Schweitzer (1875–1965), Martin Buber (1878–1965), Paul Tillich (1886–1965);
- in Svezia, Emanuel Swedenborg (1688–1772);[6]
- in Inghilterra ebbe grande influenza su George Fox (1624–1691), fondatore del movimento dei Quaccheri, ma anche su Milton (1608–1674), Newton (1642–1727), William Blake (1757–1827), Madame Blavatsky (1831–1891), fondatrice della Società teosofica, Alfred North Whitehead (1861–1947);[6]
- in Francia, Louis Claude de Saint-Martin (1743–1803), Henri Bergson (1859–1941);[6]
- in Italia, Antonio Rosmini (1797–1855), Luigi Pareyson (1918–1991);[9]
- in Russia, Vladimir Soloviev (1853–1900), Nikolaj Berdjaev (1874–1948).[6]

### Documentari
- (PL) Böhme - Film dokumentalny o Jakubie Boehme, su meandria. URL consultato il 4 ottobre 2021. sito in polacco sul documentario La vita e l'eredità di Jacob Boehme, diretto da Łukasz Chwałko, Premiere, Giugno 2016, Zgorzelec (Polonia)